# Philipp Brandin
Philipp Brandin (* um 1535 in Utrecht; † 1594 in Nykøbing in Dänemark) war ein niederländischer Architekt, Baumeister und Bildhauer der Renaissance.

## Biografie

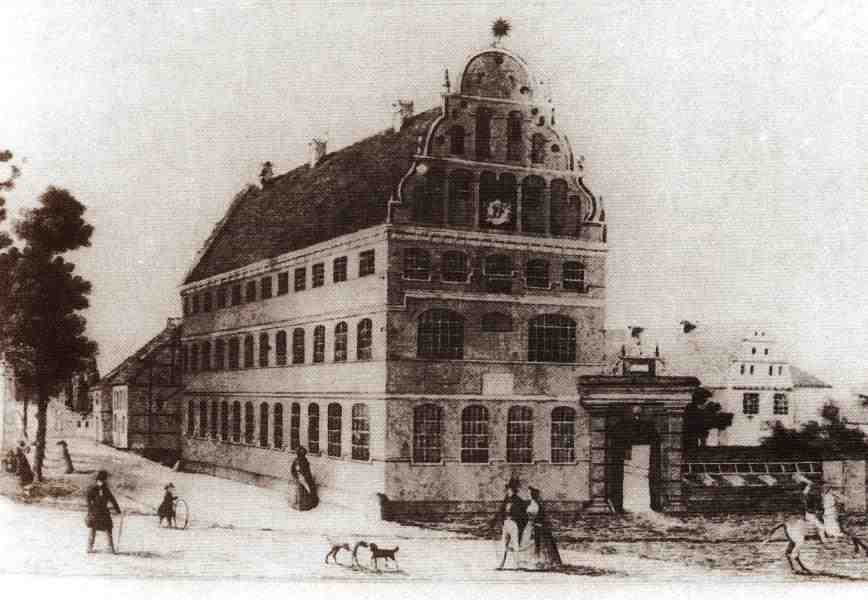
Domschule Güstrow um 1800

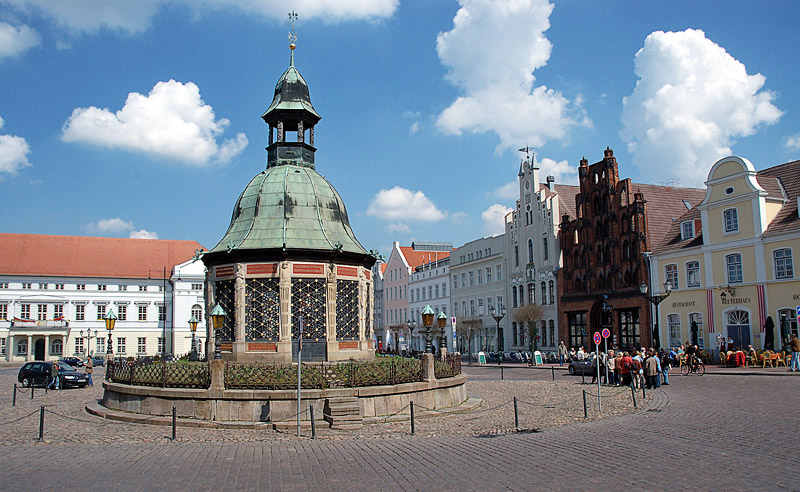
Wasserkunst in Wismar

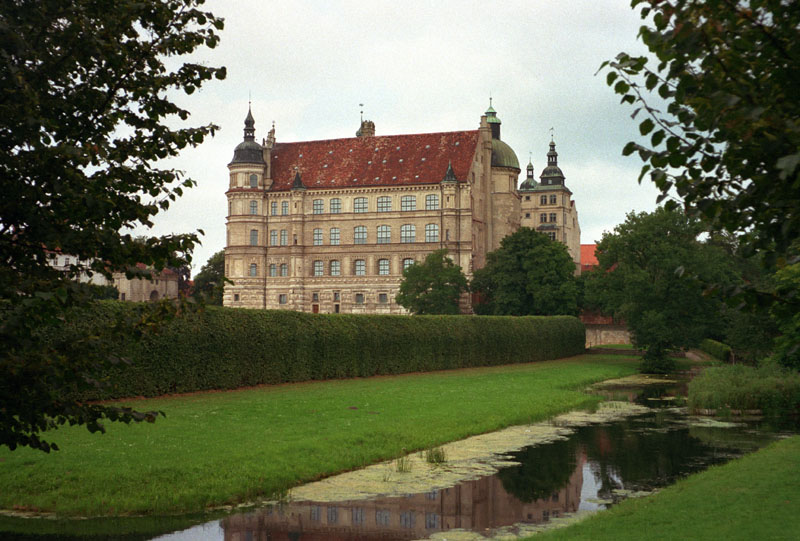
Schloss Güstrow

Über die Lebensdaten Brandins und seine Tätigkeit in den Niederlanden ist wenig bekannt. Er soll einen Teil seiner Ausbildung beim Antwerpener Bildhauer Cornelis Floris II. (1514–1575) absolviert haben, bevor er mit anderen niederländischen Künstlern auswanderte.
Erst mit seinem Dienst für die mecklenburgischen Herzöge Johann Albrecht I. in Schwerin und Ulrich in Güstrow wurden seine Arbeiten aktenkundig.
Es wird davon ausgegangen, dass Brandin mit anderen niederländischen Künstlern durch Herzog Johann Albrecht I. nach Schwerin berufen wurde, um hier bei der Ausgestaltung des Schlosses mit den herzoglichen Wohnräumen und der Schlosskirche mitzuarbeiten.
Von 1563 bis 1569 vollendete er in Schwerin die Innengestaltung der von Johann Baptista Parr begonnenen Schlosskirche. Er gestaltete das Taufbecken und schuf mehrere Marmorreliefs mit Historiendarstellungen.
Spätestens seit 1567 war Philipp Brandin mit seiner Familie in Wismar ansässig; es wird sogar vermutet, dass er hier seit Beginn seiner Tätigkeit in Mecklenburg Haus und Werkstatt hatte. Für 1577 ist der Erwerb des Hauses Krämerstraße 19 nachgewiesen; das Nachbarhaus befand sich damals bereits zehn Jahre im Besitz des aus Antwerpen stammenden Malers Peter Boeckel. Auch in der Bademutterstraße und an der Frischen Grube hatte Brandin für einige Zeit Hausbesitz. Seine Ehefrau Anna Giese starb 1595 in Wismar, sie hatten vier Kinder.
Von Wismar aus erfüllte Philipp Brandin als freier Meister anfänglich auch andere Aufträge. So wurde 1569–1571 nach seinen Plänen eine Brauerei zum Wohnhaus des Ratsherrn und späteren Wismarer Bürgermeisters Hinrich Schabbell an der Schweinsbrücke umgebaut. Das Schabbellhaus, in dem sich heute das Stadtgeschichtliche Museum befindet, ist ein typisches Beispiel eines Profanbaus der Renaissancezeit in Norddeutschland.
Brandins Schaffensperiode in Güstrow begann um 1574. Hier entwarf er Pläne für die Domschule am Domplatz. Dieser älteste Schulbau Mecklenburgs wurde 1575 errichtet. Ab 1578 ist seine Mitarbeit als Steinmetz am Güstrower Schloss belegt.
Von 1579 bis 1582 wohnte Brandin wieder in Wismar im Haus an der Frischen Grube 15/15A. Durch den Bau des Schabbellhauses bekannt geworden, bekam er mehrere Aufträge als Baumeister. So beauftragte der Wismarer Rat Brandin mit der Herstellung eines steinernen Wasserkasten. Um 1580 lieferte er die Entwürfe für den wohl bekanntesten Pavillon dieser Zeit, die Wasserkunst auf dem Wismarer Marktplatz. Mit dem für die Wasserversorgung der mittelalterlichen Stadt so wichtigen steinernen Bauwerk wurde aber erst 1594 begonnen. Als obere Wasserkunst wurde sie auf dem Markt als architektonisches Kleinod ein Wahrzeichen der Stadt.  Durch den Lübecker Steinmetz wurde sie 1602 fertiggestellt und blieb bis 1897 noch in Betrieb.
Von 1580 bis 1583 baute Brandin im Stil der niederländischen Backstein-Renaissance für den Geheimrat und Hofmarschall Joachim von der Lühe auf Püttelkow in Güstrow das Haus am Domplatz 16, das auch als Wallensteins Hofgericht und Schauenburgsches Haus bekannt ist. Die größte Aufgabe in Güstrow war der Bau des Nord- und Ostflügels des Schlosses. 1587 übernahm er diese Aufgabe von den Brüdern Parr und wurde als Architekt und Steinbildhauer eingesetzt. Da am Fürstenhof eine angespannte Finanzlage herrschte, war Brandin zu strenger Sparsamkeit angehalten und musste seine Pläne ändern. Brandin wurde von seinem Dienstherren auch zu anderen Arbeiten herangezogen.

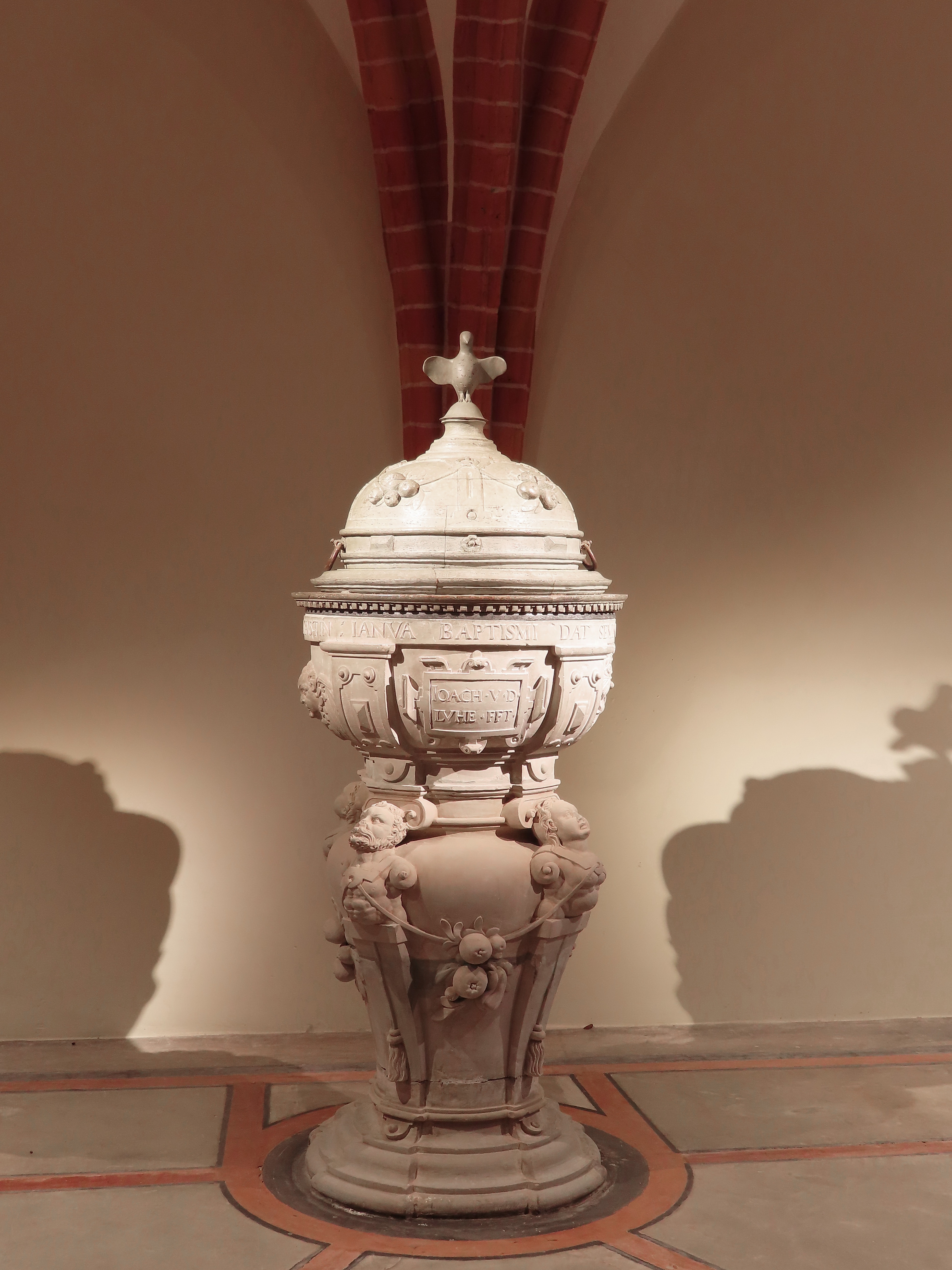
Sandsteinfünte in der Klosterkirche Dobbertin (2020)

1586 fertigte er für die Dobbertiner Klosterkirche eine Sandsteinfünte, stilistisch als typisches Werk der mecklenburgischen Renaissance niederländischer Prägung. Sie ist in Vasenform, kelchförmig und plastisch reich verziert mit Hermenpilastern, Fruchtgehängen und Beschlagwerk. Die Inschrift der Kartusche lautet: JOACH. V. D. LVHE. FFT. Gestiftet wurde der Taufstein 1586 durch den Geheimrat und Hofmarschall des Herzogs Ulrich, Joachim von der Lühe auf Püttelkow, der von 1570 bis 1588 Klosterhauptmann in Dobbertin war. 1590 wurde in Brandins Werkstatt für die Klosterkirche Ribnitz ein Wandgrabmal der letzten Äbtissin Ursula, Herzogin von Mecklenburg hergestellt.
Im Wesentlichen arbeitet Brandin mit seinen Gesellen in Güstrow an der Neuausstattung des Güstrower Doms, dessen Restaurierung schon 1565 begonnen hatte. Brandin schuf die Epitaphe und Grabdenkmäler aus weißem Alabaster der Herzogin Dorothea und des Fürsten Heinrich Borwin II. Sein Hauptwerk im Dom sind die lebensgroßen knienden Figuren des Herzogs Ulrich mit seinen Ehefrauen Elisabeth von Dänemark und der Herzogin Anna von Pommern. Die Figuren sind ebenfalls in weißem Alabaster gefertigt. Bevor das Epitaph fertig gestellt war, reiste 1590 Philipp Brandin im Auftrag des Herzogs zu dessen Tochter Sophie, die nach dem Tod ihres Mannes, des dänischen Königs Friedrich II., nach Nykøbing auf die Insel Falster vertrieben worden war. Dort leitete Brandin die Umbauarbeiten am königlichen Schloss, besoldet wurde er aber weiterhin von Herzog Ulrich. Vor Abschluss der Arbeiten verstarb Brandin in Dänemark.
Seine Gesellen Claus Midow und Bernd Berninger vollendeten das Epitaph im Güstrower Dom, übernahmen die Werkstatt ihres verstorbenen Meisters und erwiesen sich in der Folgezeit als dessen erfolgreiche Nachfolger.

## Ehrungen
Durch Herzog Ulrich zu Mecklenburg als Hofdiener mit Hofgesinde außerhalb des Hofes und einem jährlich festem Gehalt von 50 Thaler ernannt.
- 24. August 1583 Baumeister, Hofbaumeister

## Werke (Auswahl)
- 1563–1569 Schwerin, Schlosskirche, Innengestaltung mit Taufbecken und Marmorreliefs.
- 1569–1571 Wismar, Schabbellhaus, Haus des Bürgermeisters Schabbel, später Brauerei.
- 1574–1575 Güstrow, Dom, Grab und Epitaph für Borwin II., Epitaph der Herzogin Dorothea.
- 1574–1579 Güstrow, Domschule.
- 1580 Wismar, Entwurf Pavillon der Wasserkunst.
- 1583 Güstrow, Domplatz 15/16.
- 1584–1587 Güstrow, Dom, Epitaph des Herzog Ulrich und seiner beiden Gemahlinnen, 1597–1599 durch seine Gesellen Claus Midow und Bernd Berninger erweitert.
- 1585 Anklam, Marienkirche, Epitaph des Achim von Riebe d. J.
- 1586 Dobbertiner Klosterkirche, Sandstein-Tauffünte.
- 1587–1594 Basedow, Dorfkirche, vier Epitaphe der Familien von Hahn, von der Lühe, von der Schulenburg.
- 1590 Klosterkirche Ribnitz, Epitaph der Herzogin Ursula von Mecklenburg als letzte Äbtissin.